# نموذج ال 3C's
نموذج ال 3Cs هو نموذج للقطاع والذي يمنح نظرة إستراتيجية للعوامل الضرورية للنجاح. تم تطويره من قبل العالم الياباني المهتم بدراسة العلوم المتعلقة بالتنظيم كينشي اوهامي.
هذا النموذج يصرح بأن الشخص الاستراتيجي يجب عليه أن يركز على ثلاث عوامل أساسية للنجاح. في طور إعداد خطة استراتيجية للعمل التجاري، يجب أن نضع في الاعتبار ثلاثة عناصر أساسية: 
- الشركة
- العملاء
- المنافسين

الميزة التنافسية الدائمة والمستمرة لا يمكن أن تتحقق إلا بوجود هذه الثلاثة عناصر. أطلق أوهامي على هذه الثلاثة عوامل: 3Cs أو المثلث الاستراتيجي. 
العملاء لهم احتياجات ورغبات. الشركة تدرك هذه الاحتياجات وتقدم منتج أساسي. حتى ترقى لمستوى توقعاتهم وتكتسب ميزة مختلفة عن المنافسين، تحاول الشركات أن تقدم منتجات متميزة عن الآخرين. وفي الوقت ذاته، يسعى المنافسون كذلك لتقديم منتجات متميزة لتحقيق أرباح ولتحقق النمو. 

هناك كذلك نموذج 3 Cs جديد يركز على الاستدامة. هذا النموذج عبارة عن: 
- المقدرة
- التناسق
- الرعاية

تدور فكرة نموذج ال3Cs الجديد حول مفهوم القيمة المشتركة لكل من الشركة والبيئة والمجتمع. 

## العميل
العملاء هم أساس أي إستراتيجية بناء على حسب مايقول أوهامي. ولذلك، يفترض بالهدف الأساسي أن يلبي احتياجات العملاء وليس احتياجات ملاك الأسهم على سبيل المثال. على المدى الطويل، الشركة التي تهتم بصدق وتراعي احتياجات العملاء ستراعي بالضرورة مصلحة المستثمرين وتلبي رغباتهم. عملية التقسيم مهمة وتساعد في فهم العملاء. 

### تقسيم حسب الأهداف
التمايز يتم بناء على الطرق المختلفة التي بناء عليها يستخدم العملاء المنتج. طريقة تفكير العملاء ليست هي النقطة الأساسية التي يتم التركيز عليها. 

### تقسيم حسب عملية التوزيع
بظهر هذا التقسيم عادةً بناءً على عملية التفاضل بين تكاليف التسويق مقابل تغطية السوق. يظهر أن هناك دائماً نقطة الغلة المتناقصة عند عملية التكلفة مقابل التغطية. واجب الشركة هنا أن توسع مدى تغطيتها للسوق من ناحية جغرافية و/أو من ناحية نقاط التوزيع. 

### تقسيم السوق مرة أخرى
في المنافسة المحتدة، المنافسون يميلون لتقسيم السوق بطرق متشابهة. مع مرور الوقت، فعالية إستراتيجية التقسيم الأولية ستبدأ في الانخفاض. من المفيد في مثل هذه الحالات أن تختار مجموعة صغيرة من العملاء وتعيد اختبارهم لتعرف مالذي يبحثون عنه بالضبط. 
تحدث التغيرات لعملية تقسيم السوق حين تقوم قوى السوق بعمل تغيير على عملية التوزيع للعميل مع مرور الوقت من خلال التأثير على البنية السكانية، وقنوات التوزيع وعدد العملاء إلخ. هذا النوع من التغير يعني أنه يجب على الشركات أن تبدل طريقة تخصيص لمواردهم و/أو بجب عليها أن تغير من حجم ومستوى الموارد المخصصة للمشروع. 

## المنافسون
استراتيجيات التنافس يمكن أن يتم إعدادها بالنظر إلى المصادر المتاحة للتمايز في العمليات مثل: المشتريات، والتصميم، والهندسة والمبيعات والخدمات. توضح الجوانب التالية وسائل لتحقيق التمايز.

### هيتو-كين-مونو
هناك عبارة مفضلة للمفكرين الياباني وهي Hito-Kane-Mono والتي تعني الناس، والمال، والأشياء. يؤمن هؤلاء المفكرون أن فكرة إدارة الشركات تتحقق ببساطة حين تكون هذه الموارد الثلاثة الأساسي متوزانة دون فائض أو عجز. على سبيل المثال: السيولة النقدية الفائضة وفوق حاجة الناس الأكفاء يعد هدر. من هذه الثلاثة المصادر الأساسية، الموارد المالية يجب تحديده آخراً. يجدر بالشركة أن تحدد الموهبة الإدارية والتي يتم تحديدها بناءً على الأشياء المتاحة (Mono) كالمصانع، والمعدات والتقنية وإجراءات الخبرة الفنية، والقوة العملية. متى ماطور الناس (Hito) أفكار إبداعية وابتكارية للتوظيف التام لإمكانيات الشركة، جينها يأتي دور المال (Kane) وتوظيفه في صالح أفكار وبرامج سبق أن حددها المدراء. 

## الشركة (القطاع)

### الانتقاء والتسلسل
لا تحتاج الشركة إلا أن تتفوق في جميع عملياتها لتربح. إذا كانت قادرة على أن يكون لها قدم السبق في عملية محددة وأساسية حتماً ستكون قادرة في الأخير على تطوير عملياته الأخرى والتي هي الآن في حدود المتوسط. 

### اصنع أو اشتري
في الوقت الذي نشهد ارتفاع سريع لتكلفة الأجور، أصبح ضروري للشركة أن تقرر التعاقد بالباطن بحصة كبيرة من عمليات التجميع الخاصة بها. إذا لم يستطع منافسوها أن تجاريها وتحول إنتاجها بطريقة سريعة لشركات الباطن، فإن نتاج هذا التحول على هيكلة التكاليف و/ أو على قدرة الشركة على التعامل مع تقلبات الطلب قد يكسبها ميزة إستراتيجية على البقية. 
في الأساس، يجدر بالشركة أن يكون لها قدم السبق على منافسيها من خلال إيكال بعض أنشطتها لشركات خارجية مختصة بالأخص الأنشطة ذات التكلفة العالية والتي ليست جوهرية للشركة بمعنى أن إيكالها لشركات أخرى من الممكن أن ينعكس سلباً على القيمة المضافة التي يراها العملاء أو عبر تطبيق التكامل الخلفي لجوانب عملها الأساسي. 

## للإطلاع
تحليل 5C تحليل الحالة

## روابط خارجية
- kohmae.com